# Korte Jansbrug
De Korte Jansbrug is een vaste brug in de Noord-Hollandse stad Haarlem. De brug overspant de Bakenessergracht en is gelegen in de buurt de Bakenes in de wijk Oude Stad. De brug ligt aan het noordelijk uiteinde van de gracht. De brug verbindt de aan de westzijde gelegen Korte Jansstraat met de aan de oostzijde gelegen Zakstraat.
De brug is de meest noordelijke overspanning van de drie overspanningen van de Bakenessergracht. De andere twee overspanningen zijn: de in het midden gelegen Begijnebrug en de aan het andere uiteinde gelegen Wildemansbrug.
De brug is net zoals bij de Korte Jansstraat en de iets westelijjer gelegen Jansstraat te herleiden tot de Orde van Sint-Jan.
De Korte Jansbrug is omstreeks 1968 net zoals de andere bruggen over de gracht in de jaren 60 in zijn geheel vervangen. Net ten noorden van de brug was aan de oostzijde van de brug voor een lange tijd een Haarlems Paardenwed te vinden. Ook het naastgelegen pand heeft deze naam gekregen.